# Amnesty International Thailand
Amnesty International Thailand (ou juste Amnesty Thailand) est une Organisation non gouvernementale focalisée sur la protection des droits de l'homme en Thaïlande et partout dans le monde comptant plus de 1 000 membres à travers la Thaïlande. Amnesty Thailand est l'une des sections locales qui ensemble forment Amnesty International mondialement. 
Amnesty International Thailand fut créé en 1993 et enregistré officiellement avec le gouvernement thaïlandais dix ans plus tard en 2003 en tant qu'association. Leur siège social se situe dans Chatuchak, Bangkok. En 2016, Amnesty International a également inauguré son Bureau régional pour l'Asie du Sud Est et du Pacifique à Pathum Wan, Bangkok.

## Campagnes
Amnesty Thailand travaille en coopération avec le gouvernement, avec des organisations privées et avec des sujets indépendants, et conduit de nombreuses activités pour promouvoir la compréhension et la protection des droits de l'homme à grande échelle.
Par exemple, en janvier 2016 Amnesty Thailand a exhorté le gouvernement thaïlandais de supprimer toutes charges contre 13 activistes pro-démocratie et de libérer 7 activistes qui étaient contre le  référendum constitutionnel. 
En juin 2016, Amnesty Thailand, avec l'aide de Thai Netizen Network, ont aussi lancé une pétition sur internet afin de stopper le projet de loi pour la réforme du Computer-related Crime Act parce que, selon Amnesty Thailand, il constituerait une menace contre les libertés civiques, la vie privée, l'échange de secrets et la sécurité sur internet.
Amnesty Thailand remet également des Prix aux médias thaïlandais qui se concentrent sur des problématiques en relation avec les droits de l'homme, afin de promouvoir la liberté de la presse et encourager les médias de présenter plus souvent ce genre de nouvelles.

## Missions de Amnesty International Thailand
Les missions de Amnesty Thailand sont largement axées sur la protection des droits de l'homme comme expliqué dans la Déclaration universelle des droits de l'homme.
Amnesty Thailand fait campagne et plaide pour :
- Le respect des droits économiques, sociaux et culturels
- La Liberté d'expression, d'association et de réunion
- Stopper et accuser les violations des droits de l'homme au Myanmar
- Supprimer la peine de mort[15] et la torture
- Clarifier la responsabilité sociétale des entreprises
- La protection des droits des réfugiés et des migrants en Thaïlande aussi bien qu'en Asie du Sud Est[16]
- Faire en sorte que ceux qui violent les droits de l'homme soient tenus responsables et que les victimes aient accès à la justice, à la vérité et à des réparations.
- Fournir de la formation à propos des droits de l'homme et du Training to Trainers (TOT) pour les étudiants, les professeurs, les chefs de communautés et les représentants du gouvernement.

## Structure organisationnelle
Amnesty International Thailand est composé de membres qui élisent les membres du conseil d'administration et le président. Chaque année se déroule une Assemblée générale annuelle où le futur de l'organisation et d'autres sujets importants sont discutés et approuvés par les membres présents.
En 2016 Amnesty Thailand inclut trois principaux groupes de travail:
- Campagne 
  - Politique et groupe de défense
  - Activisme
  - Média et communication
- Croissance et Mobilisation
  - Fundraising
  - Adhésion
- Administration

## Soutien
Amnesty Thailand dispose pour l'instant de support financé de Amnesty International et des donations, et peut compter sur plus de 1000 membres à travers la Thaïlande,.